# Palazzo degli Alessandri
Il Palazzo degli Alessandri è un edificio storico del centro di Firenze, situato in Borgo Albizi n. 15, con affaccio anche su via de' Pandolfini 10.
Il palazzo appare nell'elenco redatto nel 1901 dalla Direzione Generale delle Antichità e Belle Arti, quale edificio monumentale da considerare patrimonio artistico nazionale, ed è sottoposto a vincolo architettonico dal 1909.

## Storia
Costruito dai due fratelli Alessandro e Bartolomeo degli Albizi (dal 1372 detti 'Alessandri' per cambio del nome familiare) su alcuni lotti acquistati tra il 1368 e il 1372 e probabilmente completato verso il 1376  La facciata principale bugnata del palazzo è posta su Borgo degli Albizi, dove erano concentrate le case della famiglia , fu saccheggiato e arso durante il tumulto dei Ciompi (1378): in quell'occasione la parte destra della facciata crollò parzialmente, lasciando un segno ancor oggi visibile.

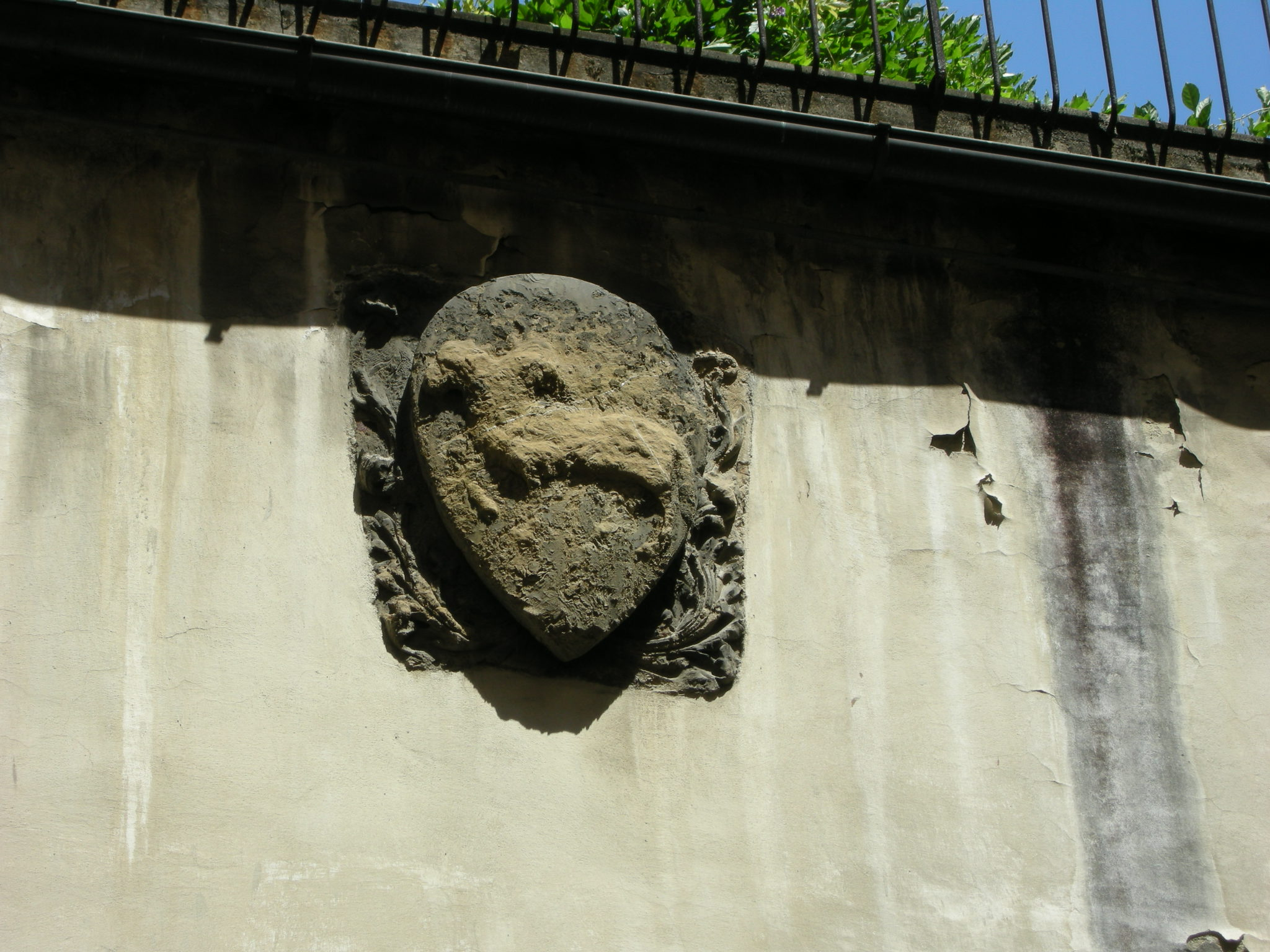
Stemma Alessandri su via Pandolfini

La sua estensione lo rende uno dei più grandi edifici fiorentini del tempo. Alla fine del Cinquecento (se non ai primi del Seicento), il tamponamento di alcuni fornici e la parallela apertura di ampie finestre al piano terreno modificò in parte il disegno del fronte secondo il gusto del tempo, seppure senza comprometterne il carattere sostanzialmente medievale.
Rinnovato e abbellito negli interni attorno alla metà del Settecento, in occasione del matrimonio di Cosimo degli Alessandri con Virginia Capponi (1762), ospitò potenti e uomini illustri, tra i quali, a lungo, lo scultore Antonio Canova, per il quale venne adattato a studio un appartamento del piano nobile.
In parte modificato negli interni con alcuni ampliamenti diretti da Giuseppe Poggi nell'Ottocento (quando si definì la grande corte scoperta fino a via Pandolfini), fu interessato da ulteriori lavori nel 1909, questa volta finalizzati alla reintegrazione del paramento lapideo della facciata.
Per tutto il Novecento la documentazione d'archivio attesta i continui interventi volti alla cura e alla conservazione delle memorie storiche dell'immobile. Nel 1950 fu riaperto, su progetto dell'ingegner Alberto Fossi, il fornice centrale a fungere da portone, con la parallela eliminazione di una delle finestre cinque seicentesche, che venne riadattata negli interni. Al 1962 risale invece un nuovo restauro della facciata, resosi possibile grazie a un significativo contributo del Comune di Firenze. Dopo l'alluvione del 1966 l'edificio vide ulteriori lavori condotti dall'architetto Emilio Dori, in parte finalizzati all'installazione degli impianti idrici, termici ed elettrici quasi completamente mancanti, in parte per adibire alcuni locali ad attività commerciali: terminato nel 1970 il restauro fu premiato dalla Fondazione Giulio Marchi nel 1971 (la targa è nella corte). Al periodo tra il 1994 e il 1998 si devono gli ultimi interventi alle facciate in aggetto delle corti interne, alle coperture e, nuovamente, al fronte principale.
Sempre per quanto concerne l'ampia letteratura sull'edificio si segnala la suggestiva quanto immaginaria ricostruzione delle sue vicende costruttive data alle stampe nel 1874 da Georges Rohault de Fleury.

## Descrizione

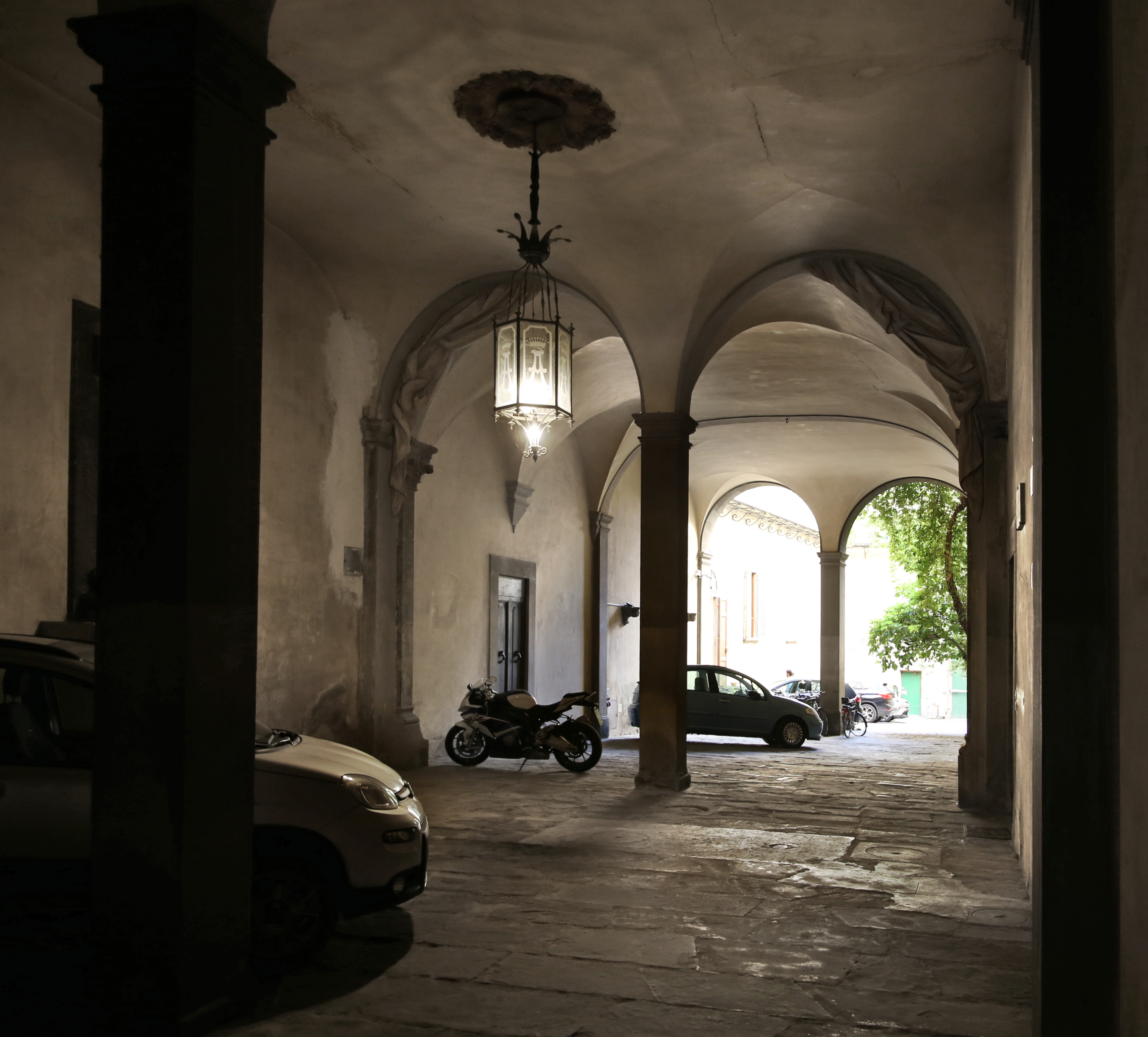
Il vasto androne voltato

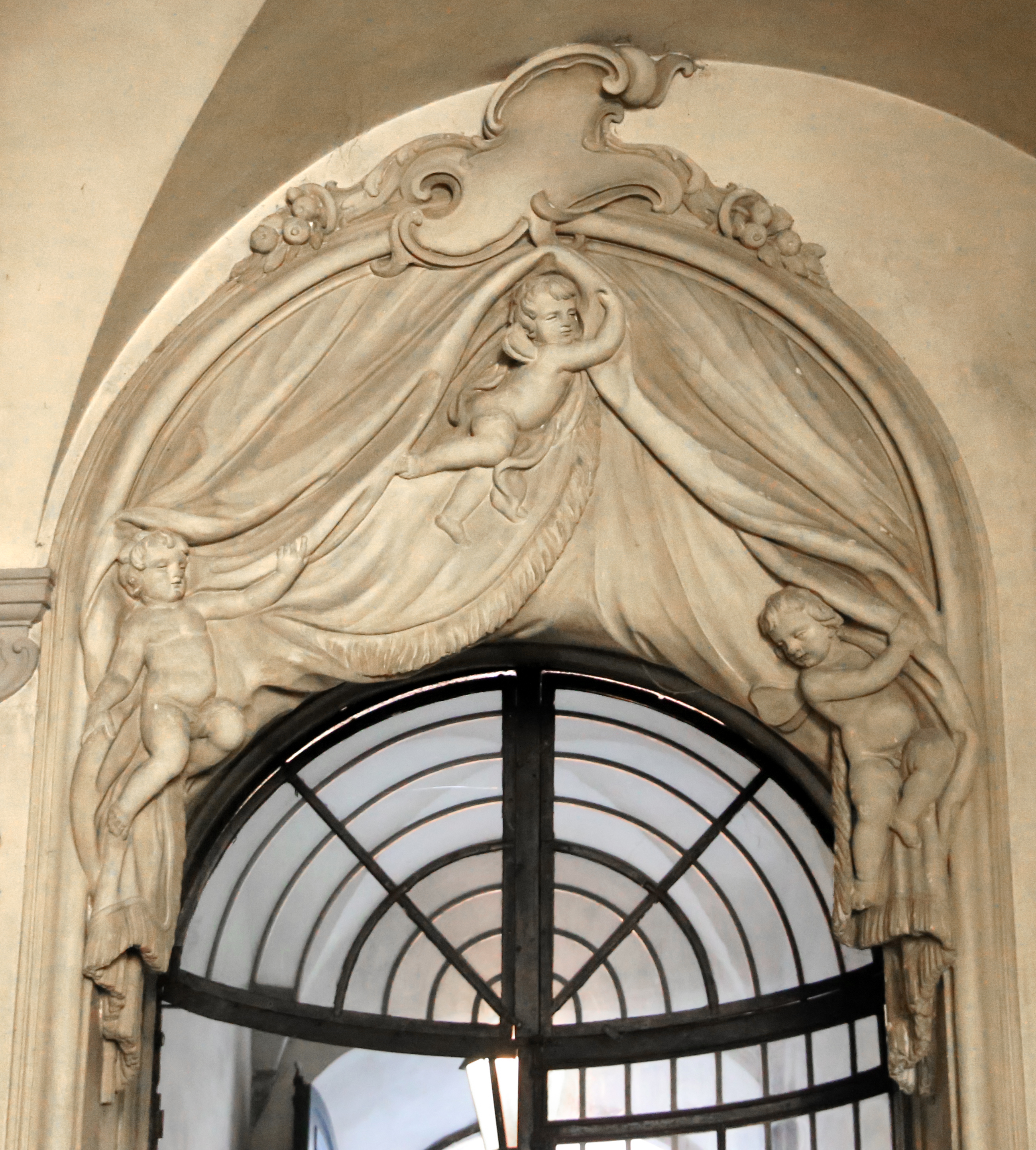
Stucchi all'inizio della scalinata

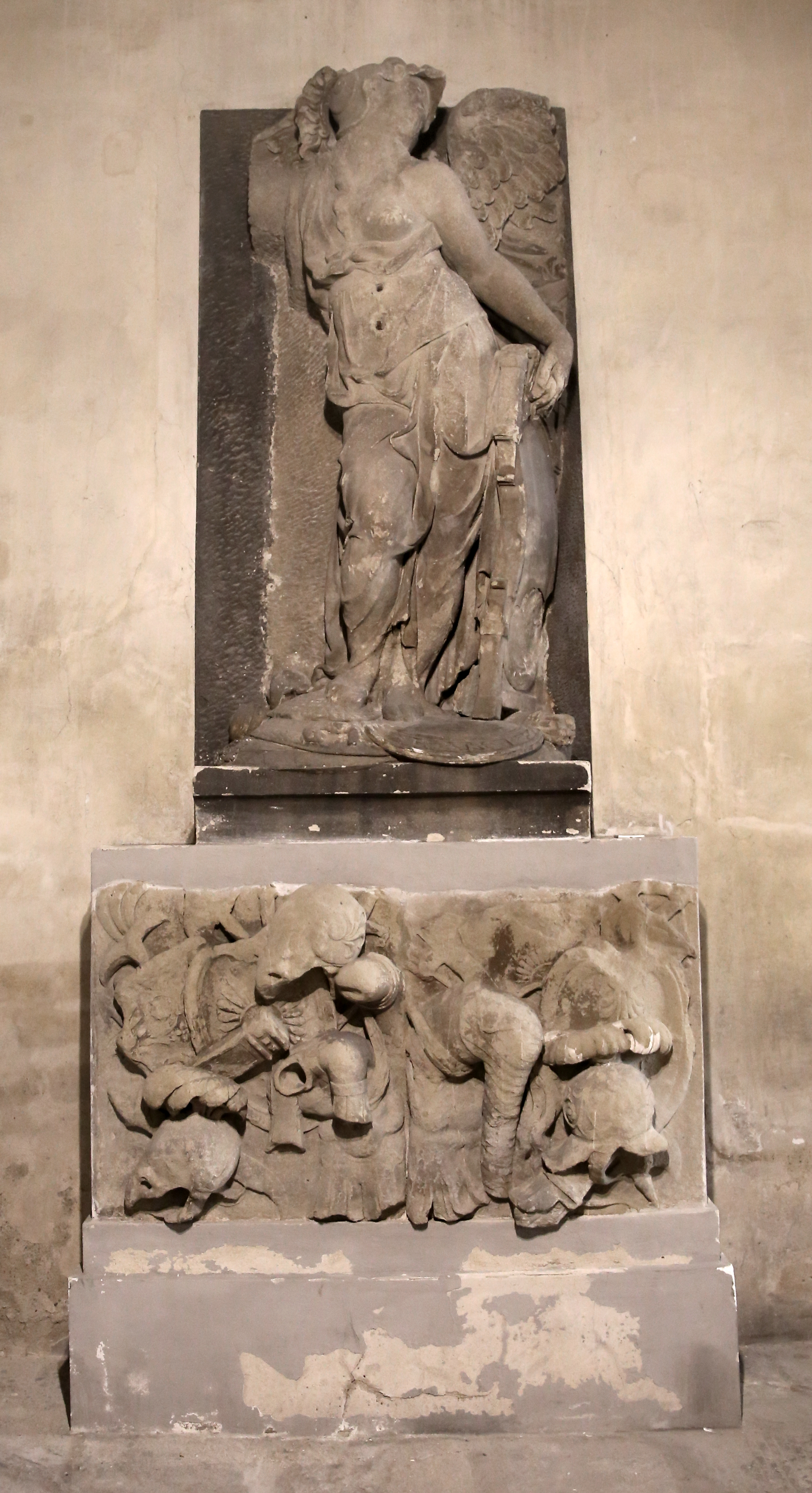
Vittoria alata e catasta d'armi del Tribolo

Il fronte principale si estende per ben otto assi, per i due piani canonici più un sottotetto. Presenta un solido e austero bugnato al pian terreno, di origine trecentesca, con bozze allineate ma di grandezza irregolare, con due portali coronati da archi a sesto acuto e con finestre con grate: si tratta di uno dei più antichi esempi di bugnato in un'abitazione privata fiorentina, soprattutto in un edificio senza fondaci al pian terreno. La parte superiore è caratterizzata da paramenti lisci.
Ai lati della facciata principale, tra il primo e il secondo ricorso, sono due scudi a targa, oramai illeggibili, presumibilmente un tempo recanti le armi dei primi Albizi. Alla stessa altezza, ma questa volta al centro, è l'insegna dell'Arte della Lana, in riferimento ad Alessandro e Bartolomeo degli Alessandri e alla loro immatricolazione all'Arte. Uno scudo con le armi degli Alessandri (d'azzurro, all'agnello a due teste addossate d'argento, passante), per quanto decisamente consunto, è invece visibile nella parte tergale dell'edificio che prospetta su via de' Pandolfini al n. 10. Qui, la stessa arme si ripete anche sul passo carraio segnato con il 26 rosso e posto sul corpo che si sviluppa alla destra del muro (sempre di pertinenza del palazzo), dove dovevano trovarsi le rimesse per le carrozze.
Nel grande atrio (ampliato dagli interventi del Poggi), sono alcune sculture antiche e archi (compreso quello d'accesso) impostati sugli antichi pilastri medievali e rimodernati con decorazioni settecentesche in stucco, con drappeggi e putti secondo il modello fogginiano di palazzo Medici Riccardi. La Vittoria alata e il sottostante rilievo con una Catasta d'armi furono scolpite dal Tribolo per il bastione che guarda Firenze attorno a San Miniato al Monte (1537-1540) e si trovano in questo cortile almeno dal 1811. Negli interni la letteratura segnala, come decorati da Vincenzo Meucci e Giuseppe Del Moro, i soffitti di un salone e la Camera dei Palii, cosiddetta perché parata con le pezze di stoffa vinte in occasione di tali corse.